# Исаева, Айдай Куанышбековна
Айдай Куанышбековна Исаева (каз. Айдай Қуанышбекқызы Исаева; род. 19 апреля 1989, Чимкент, Казахская ССР, СССР) — казахстанская модель, «Мисс Шымкент-2008», вторая вице-мисс Алматы 2013, победительница конкурса красоты «Мисс Казахстан-2013», участница конкурса «Мисс Вселенная 2014».

## Биография
Окончила историко-гуманитарную гимназию № 47 им. Т. Тажибаева. Выпускница Казахского национального медицинского университета имени С. Д. Асфендиярова. Врач-кардиолог. Занимается гольфом, волейболом, теннисом, гимнастикой, а также народными и бальными танцами. Является послом доброй воли и послом «Универсиады — 2017». В будущем планирует создать собственную линию этнической одежды с казахскими орнаментами.
В 2014 году снялась в рекламе Coca-Cola Novruz Kazakhstan. Происходит из рода Ысты.
В 2017 году снялась в клипе казахстанского певца Газизхана Шекербекова на песню «Көріктім».
В 2018 году снялась в клипе казахстанской певицы Луины на песню «Hey Yo!».
В 2022 году назначена президентом национального конкурса красоты и лицом проекта «Мисс Казахстан».

## Личная жизнь
В апреле 2015 года вышла замуж за Максата Мамытхановича, являющегося генеральным директором консалтинговой компании и по совместительству президентом благотворительного фонда, с которым встречалась на протяжении трёх лет. В Шымкенте состоялось первое свадебное торжество. Церемония бракосочетания прошла 25 апреля во дворце торжеств «Бахчисарай» в городе Алма-Ате. В качестве свадебного платья Айдай выбрала наряд от казахстанского дизайнера Наиля Байкучукова. На свадьбе были Альфина Насырова, Салтанат Бекжигитова, Айгерим Узембаева-Мырзагереева, Регина Вандышева и другие. Подружкой невесты стала «Мисс Россия 2014» — Юлия Алипова, с которой они познакомились и сдружились на конкурсе «Мисс Вселенная-2014». 6 октября 2015 года, родила сына по имени Аль-Фараби.
29 ноября 2018 года родилась дочь по имени Алсу.В 2020 году родила дочь по имени Медина

## Примечание
1. 1 2  "Мисс Казахстан-2013" Айдай Исаева вышла замуж. Дата обращения: 27 ноября 2015. Архивировано 27 сентября 2015 года.
2. ↑  За кого выходят замуж «Мисс Казахстан». www.caravan.kz. Дата обращения: 18 мая 2017. Архивировано 20 ноября 2016 года.
3. ↑  Айдай Исаева — Мисс Казахстан 2013. top-antropos.com. Дата обращения: 2 апреля 2016. Архивировано 1 апреля 2016 года.
4. ↑  Lada.KZ. Представлены все участницы 'Мисс Казахстан-2013'. ЛАДА.kz. Архивировано 25 апреля 2017. Дата обращения: 24 апреля 2017.
5. ↑  «Мисс Казахстан – 2013» стала девушка из Алматы. www.caravan.kz. Дата обращения: 24 апреля 2017. Архивировано 25 апреля 2017 года.
6. ↑  Казахстанка Айдай Исаева не попала ни в ТОП 10, ни в ТОП 15 конкурса  Мисс Вселенная 2014. Zakon.kz. Дата обращения: 17 ноября 2016. Архивировано 17 ноября 2016 года.
7. ↑  Айдай Исаева. Nur.kz. Дата обращения: 27 ноября 2015. Архивировано из оригинала 8 декабря 2015 года.
8. 1 2  Новости по теме Айдай Исаева на портале NUR.KZ. NUR.KZ. Дата обращения: 2 апреля 2016. Архивировано из оригинала 9 мая 2016 года.
9. ↑  Казахстанцы болеют за свою соотечественницу Айдай Исаеву — в соцсетях появился термин «айдамания». Zakon.kz. Дата обращения: 3 апреля 2016. Архивировано 16 апреля 2016 года.
10. ↑  AGUGAI. Газизхан Шекербеков - Көріктім (3 апреля 2017). Дата обращения: 21 апреля 2017. Архивировано 18 августа 2017 года.
11. ↑  Президентом конкурса «Мисс Казахстан» стала известная телеведущая. kzinform.com. — новость. Дата обращения: 4 июня 2022.
12. ↑  Той жыры Айдай Исаева & Максат 2015 (каз.).
13. ↑  Первые фотографии с «қыз ұзату» Айдай Исаевой. Comode. Дата обращения: 2 апреля 2016. Архивировано 15 апреля 2016 года.
14. ↑  Эксклюзив: «Мисс Казахстан» Айдай Исаева вышла замуж. Comode. Дата обращения: 2 апреля 2016. Архивировано из оригинала 15 апреля 2016 года.
15. ↑  «Мисс Казахстан-2013» стала мамой. Tengrinews.kz. Дата обращения: 27 ноября 2015. Архивировано 26 октября 2015 года.
16. ↑  🅰️iday Issayeva🌙 в Instagram: «Жаным Асемка жолдасымен😊#AlfarabiBDday #АльФараби1жас». Instagram. Дата обращения: 12 мая 2018.
17. ↑  Айдай Исаева вновь стала мамой (фото). Дата обращения: 31 марта 2019. Архивировано 31 марта 2019 года.
18. ↑  Айдай Исаева выписалась из роддома и назвала имя дочери. Дата обращения: 31 марта 2019. Архивировано 31 марта 2019 года.
19. ↑  Айдай Исаева стала мамой в третий раз и впервые показала новорожденную дочь. NUR.KZ (13 августа 2020). Дата обращения: 31 марта 2025. Архивировано 15 июня 2024 года.